# Sergueï Spiegelglass
Sergeï Mikhailovich Spiegelglass, ou Sergey Spigelglas ou Shpigelglas (russe : Серге́й Миха́йлович Шпи́гельглас), né le 29 avril 1897 et mort le 29 janvier 1941, est un espion soviétique, qui fut un membre important des services secrets soviétiques (NKVD) dans les années 1930.

## Biographie

### Jeunesse
Spiegelglass est né dans une famille juive à Masty, actuellement situé en Biélorussie.
Après avoir suivi des études à l'université de Varsovie, il fait des études juridiques à l'université de Moscou.
En 1917, il est membre de l'Armée russe, lieutenant au 42e régiment de réserve.
Après la Révolution d'Octobre, il entre dans la Tcheka, et grâce à son maniement de plusieurs langues (russe, allemand, polonais, français), il est versé dans le service Étranger.
En 1926, il est en Mongolie, où il dirige des missions d'espionnage en direction de la Chine et du Japon.

### Années 1930
En 1930, Spiegelglass devient chef de poste du Guépéou à Paris. Il a comme couverture la propriété d'une poissonnerie à Montmartre. Son nom de code est « Douglas » . Ses activités consistent essentiellement dans la surveillance des Russes blancs (nobles russes émigrés, anciens officiers tsaristes) et des Trotskistes. Il est notamment l'officier traitant de Mark Zborowski et de Roland Abbiate (Vladimir Pravdin). Il contribue au recrutement de Nikolai Skoblin et de son épouse Nadezda Plevitskaya. 
Par la suite il retourne à Moscou, où il entraîne de nouveaux agents en contre-espionnage, et est nommé directeur-adjoint du département Étranger, sous la direction d'Abram Slutsky.
En 1937, il est chargé de procéder à l'exécution d'Ignace Reiss en Suisse et à l'enlèvement du général Ievgueni Miller. Courant 1938, il coordonne les modalités de l'assassinat du dirigeant nationaliste Konovalets à Rotterdam (l'opération est réalisée sur le terrain par Pavel Soudoplatov).
Il est possible qu'il soit à l'origine de la mort du trotskiste Rudolf Klement en France en juillet 1938, ainsi que des morts de Georges Agabekov et de Lev Sedov (fils de Léon Trotski).
Lorsqu'Abram Slutsky meurt en février 1938, empoisonné sur l'ordre de Staline et de Iejov, Spiegelglass devient de fait le directeur de l'espionnage du NKVD à l'extérieur de l'Union soviétique.

### Arrestation, procès et exécution
Néanmoins, dès le 2 novembre 1938, Spiegelglass est arrêté sur ordre du nouveau chef du NKVD, Lavrenti Beria, et incarcéré à la prison de Lefortovo. Pour protester contre cette mesure, Spiegelglass tente de faire une grève de la faim, mais ses geôliers le placent de force sous perfusion. Après plusieurs mois de pressions et de torture, il signe des « aveux » en mai 1939, ce qui lui vaut d'être condamné pour trahison le 28 novembre 1940.
Il est exécuté le 29 janvier 1941. Son parcours politique et administratif rappellent celui d'Abram Slutsky.

## Opinions posthumes sur Spiegelglass
Alexandre Orlov l'a dépeint comme un « carriériste » capable de faire exécuter des douzaines d'honnêtes citoyens pour promouvoir sa carrière personnelle, un cynique qui expliquait doctement que les assassinats qu'il supervisait étaient absolument nécessaires dans le cadre de la lutte du communisme mondial contre ses ennemis.
Pavel Soudoplatov le dépeint comme un homme intelligent, poli, patriote.
Le gouvernement russe le réhabilite en 1991.

### Sources bibliographiques
- John Costello et Oleg Tsarev, Deadly Illusions, Crown, 1993  (ISBN 0-517-58850-1)
- Walter Krivitsky, In Stalin's Secret Service, Enigma Books, 2000  (ISBN 1-929631-03-0)
- Alexander Orlov, The March of Time, St. Ermins Press, 2004.  (ISBN 1-903608-05-8)
- Pavel Soudoplatov, Missions spéciales, Little, Brown and Company, 1994.  (ISBN 0-316-82115-2)